# Micaela Bastidas
Micaela Bastidas Puyucahua (Pampamarca, Cusco, 23 de junio de 1744 - Cusco, 18 de mayo de 1781) fue una líderesa quechua peruana y figura destacada en la rebelión de Tupac Amaru II contra el dominio colonial español. Como su esposa y consejera principal, desempeñó un papel estratégico en la organización y coordinación del levantamiento. Su liderazgo, determinación y resistencia la convirtieron en un símbolo de la lucha indígena contra la explotación colonial. Fue capturada y ejecutada por las autoridades españolas en 1781.

## Biografía

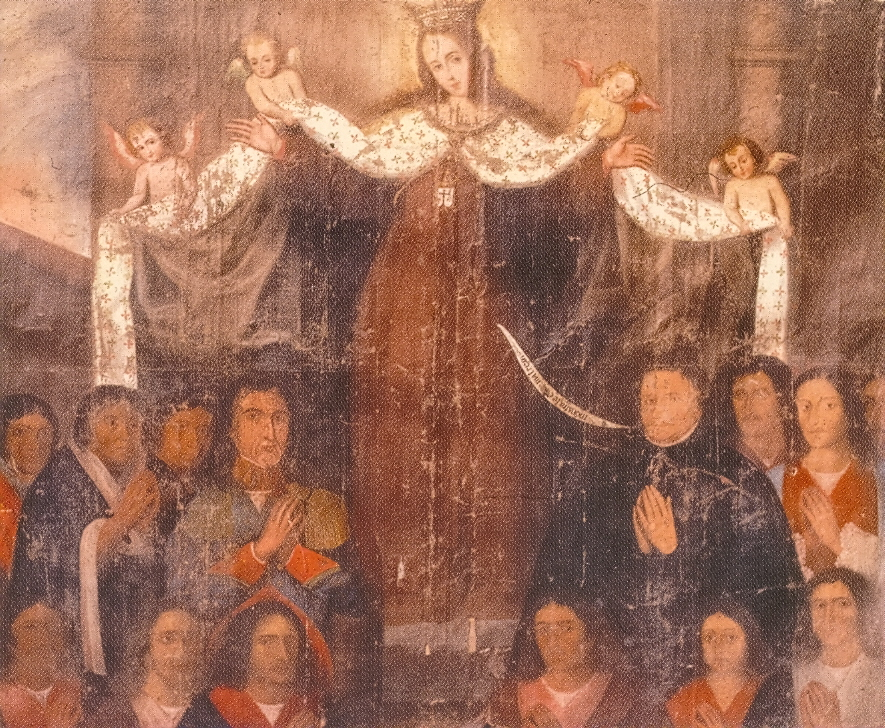
Virgen del Carmen con donantes, también conocida como Túpac Amaru II y familia.

### Infancia y juventud
Micaela Bastidas nació en Pampamarca, Cusco, en el Virreinato del Perú. Era hija de Josefa Puyucahua y de Manuel Bastidas, quien tenía ascendencia africana. Por sus raíces tanto amerindias como africanas, en su época fue identificada como zamba.Recibió en su infancia una educación básica en letras y artes que era usual en su época para las mujeres.
El 25 de mayo de 1760, se casó con José Gabriel Condorcanqui, un joven mestizo descendiente de la nobleza incaica, en la Iglesia de Nuestra Señora de la Purificación, en Surimana. Tuvieron tres hijos varones: Hipólito (1761), Mariano (1762) y Fernando (1768). En 1764, su esposo fue nombrado curaca de los territorios que le correspondían por herencia —Pampamarca, Tungasuca y Surimana— y el matrimonio fijo su residencia en Tinta, localidad perteneciente a Cuzco.

### Inicio de la rebelión
En 1780, ante la opresión colonial y el fracaso de las vías de diálogo, José Gabriel Condorcanqui lideró un levantamiento indígena contra el régimen español, adoptando el nombre de Túpac Amaru II.Micaela fue su principal estratega y colaboradora. Participó en tareas administrativas, políticas y militares como directora de la retaguardia indígena,organizando el abastecimiento de tropas, estableciendo un eficiente sistema de comunicación mediante chasquis a caballo, asegurando la movilidad de los insurgentes y combatiendo el espionaje español.

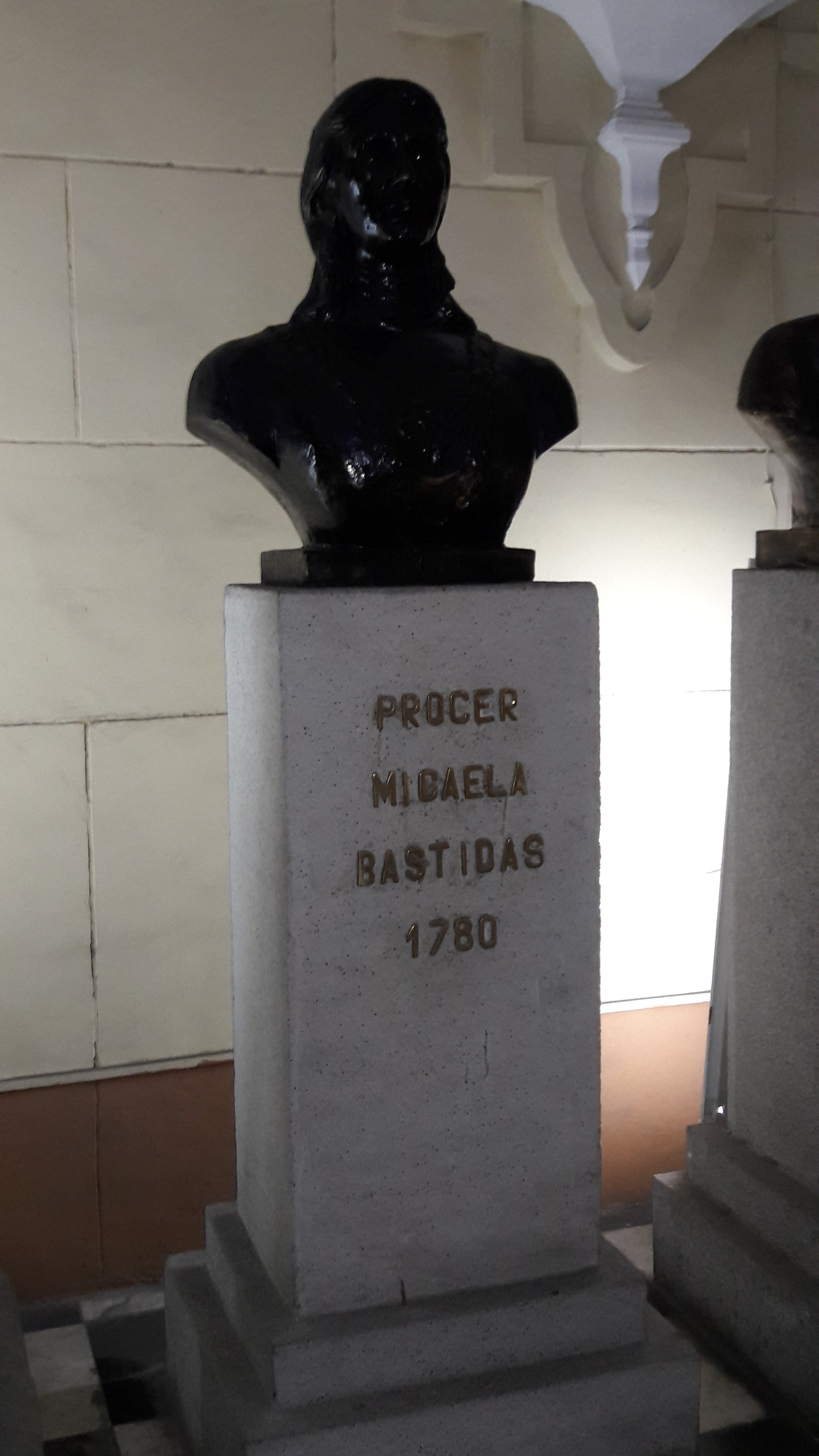
Efigie de Micaela Bastidas en el Panteón de los Próceres en Lima.

Una legión de luchadoras andinas quechuas y aimaras trabajaron junto a Micaela en el levantamiento, dando apoyo logístico a las tropas, realizando estrategias,y participando en batalla junto a sus familias.Para ellas se trataba de restablecer el rol de la mujer indígena con participación activa en la vida social y política, tradición que el sistema colonial intentó abolir convirtiéndolas en víctimas de todo tipo de abusos. Fueron otras lideresas importantes dentro del movimiento su pariente política Cecilia Túpac Amaru y la curaca de Acos, Tomasa Tito Condemayta, quien se convirtió en su mano derecha.

### Batalla de Sangarará y consolidación del movimiento
El 4 de noviembre de 1780, los insurgentes capturaron y ejecutaron al corregidor Antonio de Arriaga, marcando el inicio de la rebelión.El 18 de noviembre de ese mismo año, el ejército rebelde venció al ejército español en la batalla de Sangarará. Túpac Amaru II expidió un mensaje a todos los pueblos del Perú, convocando a los criollos a unirse a su causa: «Vivamos como hermanos y congregados en un solo cuerpo. Cuidémonos de la conservación de los españoles: criollos, mestizos, zambos e indios por ser todos compatriotas, como nacidos en estas tierras y de un mismo origen».En marzo de 1781, el ejército rebelde contaba con siete mil hombres y mujeres dispuestos a pelear hasta la muerte contra la Corona española, quienes proclamaron a Túpac Amaru II como Emperador de América.Tras el triunfo de Sangarará, Micaela fue constituida jefa interina de la rebelión.

### Captura y ejecución
Las autoridades coloniales consideraban a Micaela Bastidas más peligrosa que su esposo, el mismo Túpac Amaru II. Para capturarlo, se ofrecieron recompensas, títulos de nobleza e incluso indulgencias, pero el visitador José Antonio de Areche excluyó de este perdón a Bastidas, a quien calificó de igual de implacable y acusó de tener una “resolución varonil”, ya que su liderazgo y determinación desafiaban el rol tradicional de la mujer en la sociedad colonial. Sus acciones fueron descritas por sus detractores como las de una “fiera”, aludiendo a su lucha en defensa de quienes carecían de derechos.
En abril de 1781, el curaca realista de Chinchero, Mateo Pumacahua, dirigió una ofensiva contra Tinta con 2.000 indígenas. La falta de una ofensiva inmediata hacia Cuzco, pese a las advertencias de Micaela y Tomasa a Túpac Amaru II, contribuyó a la derrota rebelde. La traición del mestizo Francisco Santacruz, del criollo Ventura Landaeta y del cura Antonio Martínez facilitó la captura de los principales líderes. Túpac Amaru II, Micaela, sus hijos Hipólito y Fernando, y sus principales aliados fueron apresados y llevados a Cuzco, donde fueron interrogados y torturados sin revelar información. El 14 de mayo de ese mismo año, se dictó la pena capital.La sentencia ordenaba el «descuartizamiento en vida para el jefe principal" y la ejecución de los demás prisioneros.
El 18 de mayo de 1781, los condenados fueron llevados a la Plaza de Armas del Cuzco para ser ejecutados uno a uno. Su hijo Hipólito fue el primero en ser ejecutado: le cortaron la lengua por hablar en contra del rey y posteriormente fue ahorcado. Micaela fue obligada a presenciar la muerte de su hijo antes de ser llevada al cadalso. A la vista de su amado esposo, de su hijo Fernando y de su compañera Tomasa, a Micaela se le cortó la lengua y fue estrangulada con lazos al cuello, tras lo cual su cuerpo fue golpeado hasta la muerte. Se le atribuyen las palabras: "Me perdí de ver a mis hijos seguir creciendo todo por mi patria, por la igualdad y por la libertad".Túpac Amaru II y Tomasa Tito Condemayta también fueron ejecutados de manera brutal y posteriormente descuartizados. Sus restos fueron enviados a distintas localidades para ser exhibidos como advertencia contra futuras rebeliones.

### Legado
Micaela Bastidas es reconocida como una de las figuras más importantes de la resistencia indígena en América Latina. Fue una inspiración para las guerras de independencia hispanoamericanas.Su memoria es honrada en el Panteón de los Próceres en Lima, y en su honor se han establecido diversas conmemoraciones y monumentos en Perú y otros países.
| Predecesor: Ana María de Loyola Coya (Como Coya Nobiliaria) | Coya Real Inca Dinastía Túpac Amaru 1780-1781 | Sucesor: Ninguno Anulacion del título |

## En la cultura popular
- El Distrito de Micaela Bastidas, uno de los catorce distritos que conforman la provincia de Grau ubicada en el departamento de Apurímac, fue nombrado en honor a la heroína. En el mismo departamento, en la ciudad de Abancay, existe la Universidad Nacional Micaela Bastidas de Apurímac (sigla: UNAMBA) desde el 2000.
- El sitio arqueológico Micaela Bastidas, actualmente desaparecido en Comas, Lima, también fue nombrado en honor a la prócer.
- Micaela Bastidas aparece en Los otros libertadores, interpretada por Francesca Vargas.

## Galería

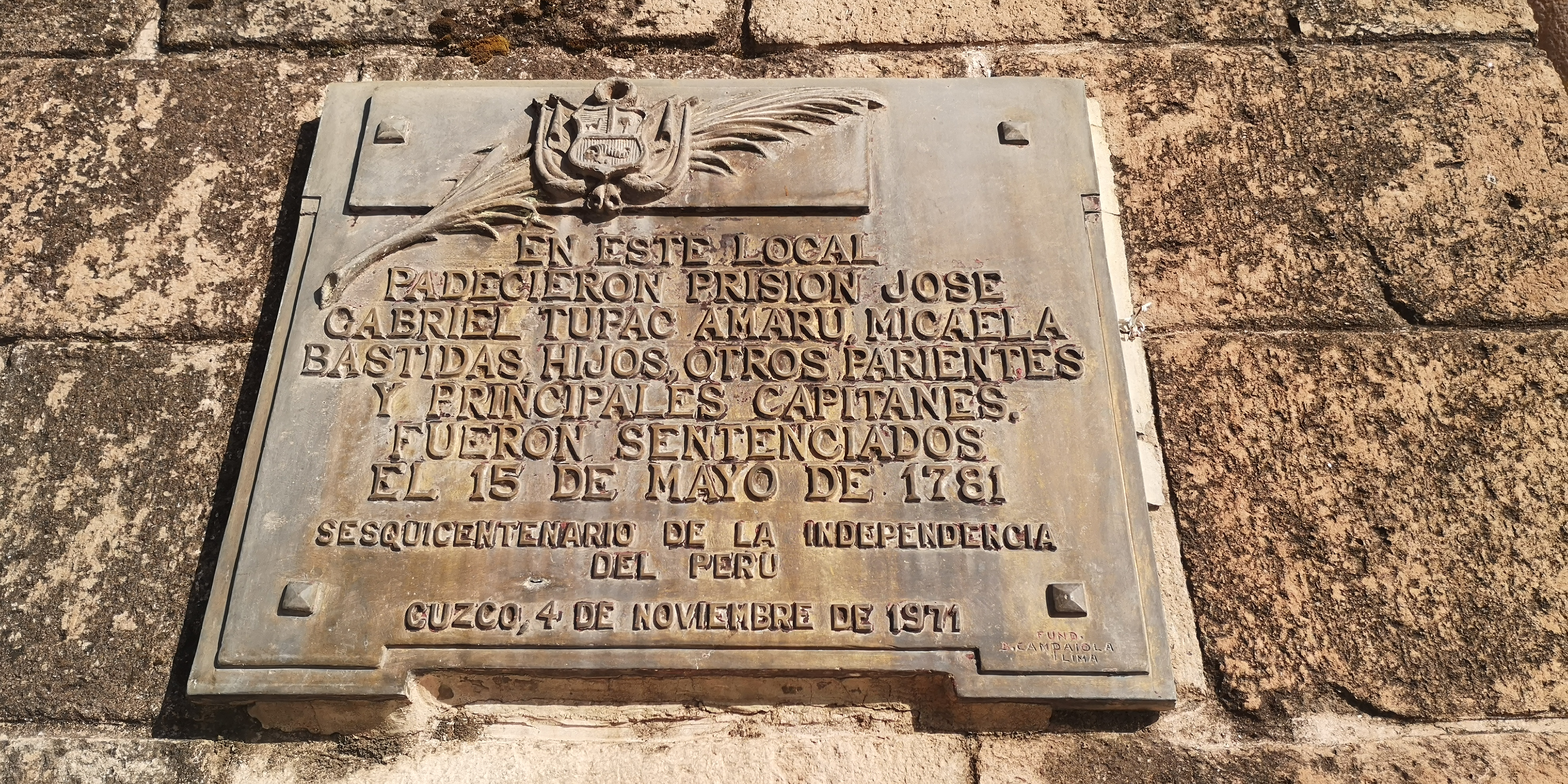
Placa dedicada a Micaela Bastidas y su familia, en Cusco
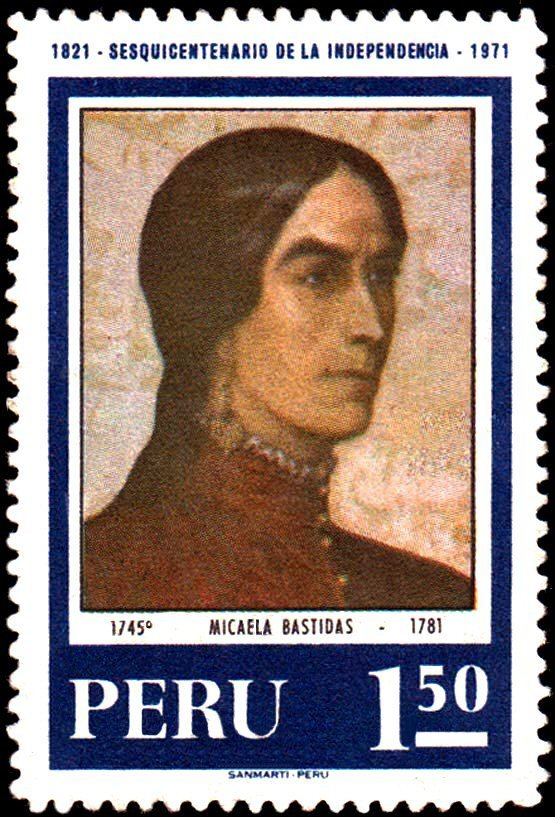
Sello de Micaela Bastidas, 1971
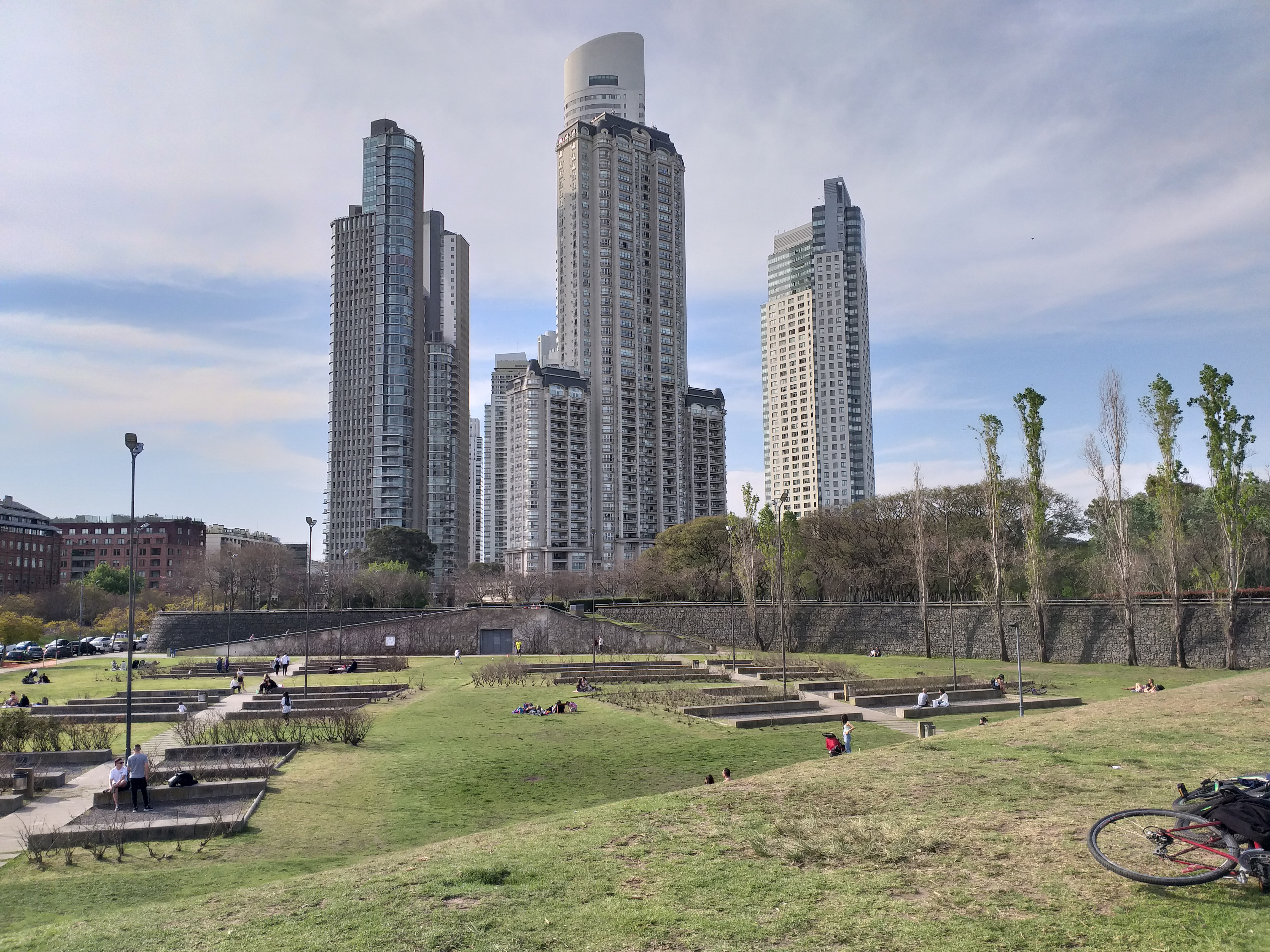
Parque Micaela Bastidas - Frente al Château Puerto Madero, 2022
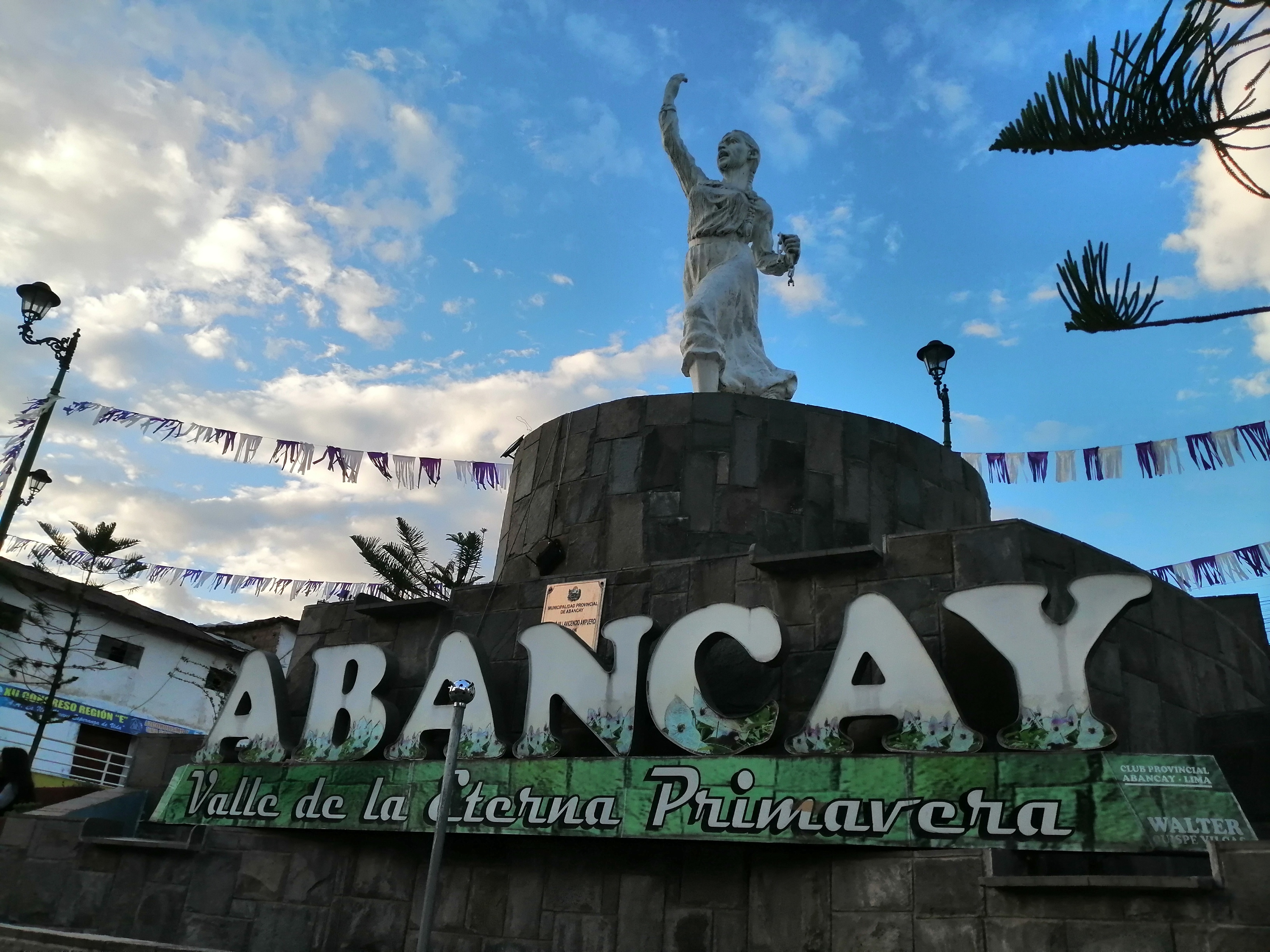
Escultura de Micaela Bastidas en el centro de la Plaza Micaela Bastidas, provincia de Abancay
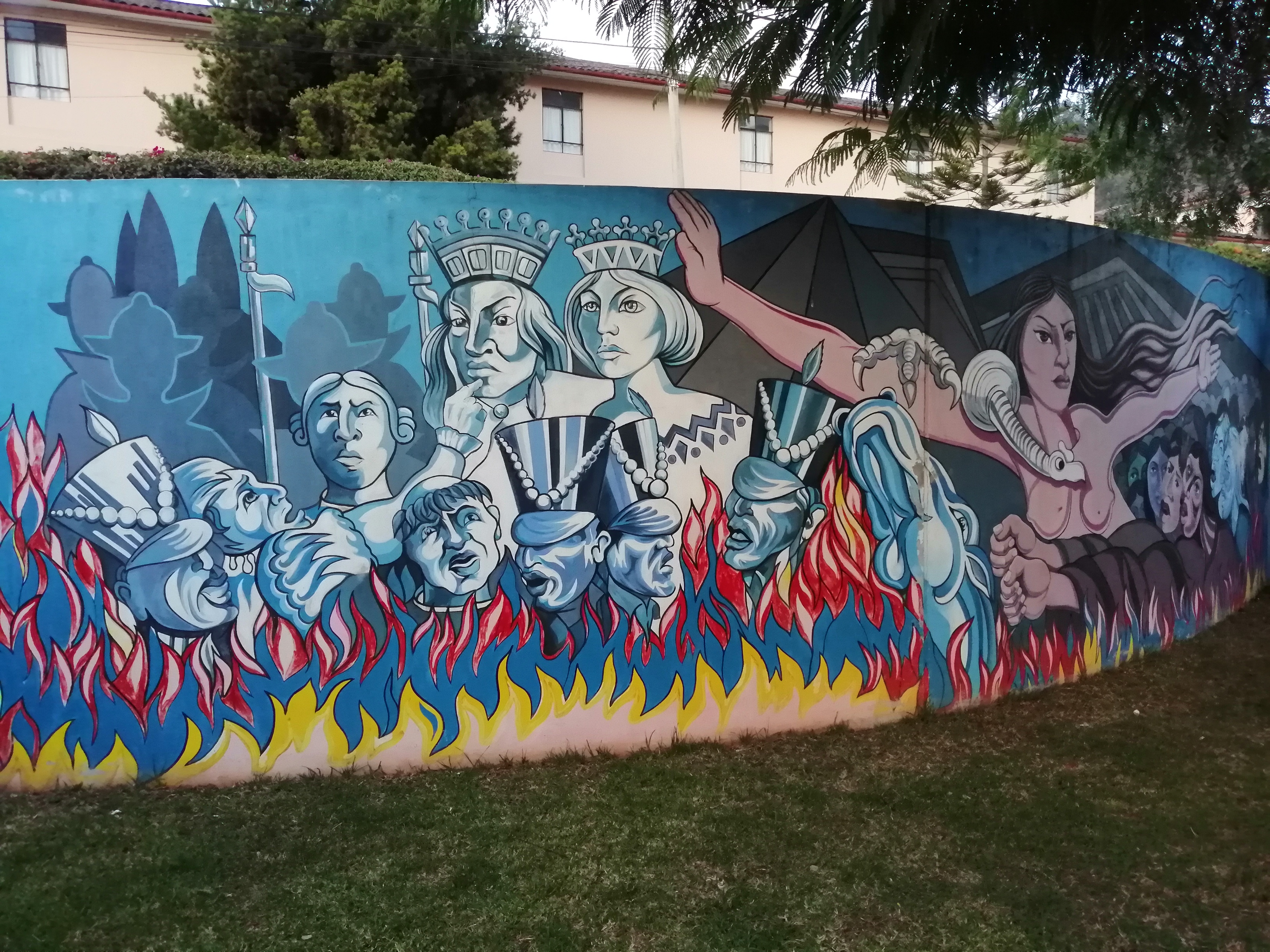
Mural representando a Micaela Bastidas frente a la corona española, en la Plaza Micaela Bastidas, Abancay